# Гарам Михайло Олександрович
Миха́йло Олекса́ндрович Гара́м (нар. 11 лютого 1918 — пом. 28 червня 1944) — військовий льотчик, Герой Радянського Союзу (1943), в роки німецько-радянської війни — льотчик 32-го винищувального авіаційного полку 210-ї винищувальної авіаційної дивізії 1-го винищувального авіакорпусу 3-ї повітряної армії.

## Біографія
Народився 11 лютого 1918 року в селі Власівка нині Ічнянського району Чернігівської області в селянській родині. Українець.
У 1934 році закінчив 7 класів. Після школи поступив до Київського електротехнікуму. Після закінчення технікуму поїхав до Вінниці, де його старший брат Микола працював льотчиком-інструктором аероклубу. Працював механіком телефонно-телеграфної станції, навчався в аероклубі.
У 1937 році райком комсомолу направив братів Миколу, Михайла та Віктора Гарамів в Одеську військову школу льотчиків імені Героя Радянського Союзу Поліни Осипенко, яку вони закінчили у 1939 році. Для подальшого проходження служби брати Гарами були направлені в 2-й винищувальний авіаційний полк ВПС Київського особливого військового округу. На прохання батьків, в частину, де служили Микола, Михайло і Віктор, авіаційним механіком був направлений і молодший брат Павло Гарам.
В діючій армії усі з червня 1941 року. Воювали на Південно-Західному фронті. В серпні 1941 року брати Михайло і Віктор направлені в тил на переформування: включені до складу 434-го винищувального авіаполку, сформованого «з льотчиків і техніків розформованих на різних фронтах частин» (старший Микола залишився у складі 2-го вап).
434-й вап, на озброєнні якого стояли винищувачі ЛаГГ-3, був направлений на Північно-Західний фронт. Першу перемогу Михайло Гарам отримав 9 вересня 1941 року: в парі з братом Віктором в повітряному бою з 9 Me-109 збив двох з них. Однак в нерівному бою над територією, зайнятою противником, був збитий брат Віктор — у нерівному бою він збив «Юнкерса», але 3 Ме-109 взяли його літак в кліщі…
26 вересня в складі п'ятірки вилетів на штурмовку ворожого аеродрому. Наліт був раптовим — льотчикам вдалося знищити на землі 16 літаків противника. 4 з них — на рахунку Гарама. В той же день Михайлу довелося одному вести бій з 9 ворожими винищувачами Ме-109. Один літак противника Гарам знищив в лобовій атаці, два інших, унаслідок вмілого маневру, зіткнулися при спробі взяти Як в «кліщі». Витративши боєприпаси, поранений, на ушкодженій машині Михайло Гарам продовжував імітувати бій з шістьма винищувачами противника доки вони не припинили переслідування. На зворотному маршруті на базу Гарам таранним ударом ушкодив літак-розвідник Ju 88. За чотири знищені літаки противника, у тому числі один таранним ударом Михайло Гарам був нагороджений орденом Леніна.
29 вересня полк, який залишився практично без літаків, був виведений на переформування, а технічний склад приступив до обладнання аеродрому поблизу села Залізна Гора Будогощенського району Ленінградської області. В ході переформування частина отримала нові модернізовані ЛаГГ-3.
9 січня 1942 року лейтенант Михайло Гарам в парі зі старшим лейтенантом Іваном Ізбінським збили над селищем Кириши на схід від Ленінграду розвідник Hs-126. 3 лютого льотчики М. Гарам і В. Орєхов вилетіли на прикриття своїх військ. Під час патрулювання в районі Спаська Полість пара була атакована п'ятіркою Ме-109. В результаті повітряного бою літаки Гарама і Орєхова було підбито, льотчики зробили вимушену посадку і повернулися в полк через три дні.
10 березня 1942 434-й вап знову був направлений на переформування і переозброєння на нову матеріальну частину — літаки Як-1 в Тамбовську область. Всього з 24 серпня 1941 року по 10 березня 1942 року 434-й винищувальний авіаційний полк здійснив 745 бойових вильотів, в повітряних боях знищив 28 літаків противника. Лейтенант М. Гарам — 2 особисто та 1 — в групі.
Після переформування, 12 червня 1942 року 434-й винищувальний авіаційний полк у складі 19 літаків перебазувався на польовий аеродром Піщанка поблизу міста Валуйки і увійшов до складу ВПС Південно-Західного фронту.
30 червня Михайло Гарам збив ворожий Ме-109 в районі Валуйок, а 1 липня десятка «Яків» зустріла в районі Валуйок винищувачі противника. Михайло Гарам збив один Ме-109, однак він сам був збитий і викинувся з палаючого літака на парашуті. Льотчик отримав опіки обличчя та руки, але залишився в строю.
З серпня 1942 року Михайло знову воював в одній ескадрильї разом з братом Миколою на Сталінградському напрямі. За кілька днів вересня 1942 року в небі Сталінграда Микола і Михайло збили ще три німецьких винищувача з «піковими тузами» на борту (ймовірно зі складу винищувальної групи JG 53). Всього ж під час боїв у небі Сталінграда Микола і Михайло збили в цілому сім літаків противника, з яких чотири на рахунку Михайла. 20 вересня Микола Гарам загинув — його підбитий літак впав на мінне поле і підірвався.
До лютого 1943 року Михайло Гарам здійснив 185 бойових вильотів, збив 13 ворожих літаків. Указом Президії Верховної Ради СРСР від 22 лютого 1943 року старшому лейтенанту Гараму Михайлу Олександровичу було присвоєно звання Героя Радянського Союзу з врученням ордена Леніна і медалі Золота Зірка.
15 березня 32-й гвардійський винищувальний авіаполк зробив декілька бойових вильотів на прикриття переправ через річку Ловать. У бою старший лейтенант Михайло Гарам знищив Ме-109 в районі Кобилкіно. Командуючи ескадрильєю, під час бойових дій на Брянському фронті влітку 1943 року капітан Гарам особисто знищив ще два літаки.
Михайло Гарам був кілька разів поранений, у тому числі двічі — важко, але знову повертався на фронт. До червня 1944 року Михайло Гарам довів рахунок збитих літаків противника до дев'ятнадцяти.
28 червня 1944 року під час зльоту з аеродрому Ізубри Смоленської області літак командира 3-ї авіаційної ескадрильї 32-го гвардійського авіаполку Героя Радянського Союзу майора Михайла Гарама впав і розбився. Очевидець трагедії Георгій Іванович Зайченко згадував:
| «Важко сказати, що сталося, але на зльоті літак Михайла звалився на крило і скапотував. Коли я й інші техніки, що випускали літаки, прибули до місця катастрофи і намагалися перевернути літак вгору кабіною, аби витягнути льотчика, Михайло ще подавав ознаки життя. Сил наших було недостатньо, щоб перевернути літак, а коли прийшла допомога — було пізно. Миша помер у нас на руках. Це була важка для всіх нас втрата: братів Гарамів в полку всі любили, а Михайла особливо». Оригінальний текст (рос.) «Трудно сказать, что произошло, но на взлёте самолёт Михаила свалился на крыло и скапотировал. Когда я и другие техники, выпускавшие самолёты, прибыли к месту катастрофы и старались перевернуть самолёт вверх кабиной, чтобы вытащить лётчика, Михаил ещё подавал признаки жизни. Сил наших было недостаточно, чтобы перевернуть самолёт, а когда подоспела помощь — было поздно. Миша скончался у нас на руках. Это была тяжёлая для всех нас потеря: братьев Гарам в полку все любили, а Михаила особенно». |
Всього під час війни Михайло Гарам здійснив 213 бойових вильотів. У повітряних боях збив особисто 19 і в групі 3 ворожих літака. Поховали Героя на батьківщині — в парку «Качанівка» під Власівкою. Згодом перепоховали в с. Петрушівці (на під'їзді до НІКЗ «Качанівка»).

## Список повітряних перемог Михайла Гарама
Михайло Гарам літав на літаках ЛаГГ-3, Як-1, Як-7, Ла-5.
| Дата повітряного бою | Кількість і тип збитих ворожих літаків (особисто/в групі) | Район повітряного бою            |
| -------------------- | --------------------------------------------------------- | -------------------------------- |
| 26.09.1941           | 1 Ме-109, 1 Ю-88                                          | північніше Любань                |
| 09.01.1942           | 1/2 Х-126                                                 | сел. Кіріши                      |
| 24.06.1942           | 1 Ме-110                                                  | сел. Двурічне                    |
| 30.06.1942           | 1 Ме-109                                                  | Валуйки                          |
| 01.07.1942           | 1 Ме-109                                                  | Валуйки                          |
| 19.09.1942           | 1 Ме-110, 1 Ю-87, 1 Ме-110                                | Кузьмічі, Котлубань              |
| 20.09.1942           | 1 Ме-109                                                  | на південний захід від Котлубані |
| 15.01.1943           | 1 Ме-109, 1 ФВ-190                                        | район Великих Лук                |
| 18.01.1943           | 1 Ме-109                                                  | озеро біля села Бор Лазова       |
| 15.03.1943           | 1 Ме-109                                                  | сел. Кобилкіно                   |

Таблицю складено за даними джерела. Примітки:
1. ↑  нині місто Тосненського району Ленінградської області Росії
2. ↑  нині місто Кірішського району Ленінградської області
3. ↑  нині Валуйський район Бєлгородської області Росії
4. ↑  нині селища Городищенського району північніше міста Волгоград, Росія
5. ↑  місто у Псковській області Росії
6. 1 2  нині Псковська область Росії

## Нагороди
- Медаль «Золота Зірка» Героя Радянського Союзу (№ 807)
- Два ордени Леніна
- Орден Червоного прапора
- Орден Вітчизняної війни 1-й ступеня

## Вшанування пам'яті
- У рідному селі Власівка встановлено погруддя Героя.
- Ім'я героя вибите на монументі Слави на честь воїнів-односельців, полеглих у боротьбі за свободу і незалежність Батьківщини в центрі сільради — селищі Парафіївка.
- Його ім'ям названі вулиці в низці сіл Ічнянського району Чернігівщини.